# Dysgammaglobulinämie
Die Dysgammaglobulinämie (von altgriechisch δύς- dys, deutsch ‚miss-, schlecht‘, und „-ämie“ von altgriechisch αἷμα haíma, deutsch ‚Blut‘) ist eine Erkrankung aus der Gruppe der primären Immundefekte mit Antikörpermangel. Im Gegensatz zur Hypogammaglobulinämie (von altgriechisch ὑπό- hypo-, deutsch ‚unter‘), bei der alle Gammaglobuline vermindert sind, sind nur einige Typen der Gammaglobuline vermindert oder funktionseingeschränkt, was zur erhöhten Anfälligkeit gegenüber einigen Infektionskrankheiten führt.

## Vorkommen
Dysgammaglobulinämien finden sich typischerweise beim Multiplem Myelom sowie angeboren bei folgenden Erkrankungen:
- Hyper-IgM-Syndrom (Dysgammaglobulinämie Typ I)
- Kombinierter Immundefekt durch ITK-Mangel[2][3]
- Louis-Bar-Syndrom (Ataxia-Teleangiectasia)
- Nijmegen-Breakage-Syndrom
- Variables Immundefektsyndrom
- X-chromosomales lymphoproliferatives Syndrom Typ I: Purtilo-Syndrom oder Duncan-Syndrom und Typ II: XIAP-Mangel
- X-chromosomale Suszeptibilität für Mykobakteriosen[4][5]

## In der Tiermedizin
- A. A. Benedict, M. E. Gershwin, H. Abplanalp: Inherited Dysgammaglobulinemia of Chickens. In: M. E. Gershwin, B. Merchant (Hrsg.): Immunologic Defects in Laboratory Animals 1., S. 139–161, 1981, [doi.org/10.1007/978-1-4757-0325-2_7]